# Casa de Garcerán de Pinós
La casa de Garcerán o Galcerán de Pinós, es un linaje noble catalán originario de la Cerdaña y del Bergadá. Los primeros miembros del linaje de los que se tiene noticia son los hermanos Bernardo (muerto en 1063) y Miró Riculf.
Varios de sus miembros enlazaron con nobles de familias catalanas, valencianas y aragonesas. En su mayoría vistieron el hábito de la Orden de San Juan en el Gran Priorato de Cataluña, siendo poseedores de baronías, castillos y títulos nobiliarios. En las historias y crónicas de la Edad Media aparecen siempre como intrépidos caballeros. 
En la Cerdaña y Bergadá se encontraban la mayor parte de sus dominios y jurisdicciones señoriales (desde el siglo XI), Gréixer, Gisclareny, Vilella i Brocà, Quer, Foradat, Gósol, l’Espà y Saldes. Tiempo después adquirirían otras como Pinós, Mataplana o Vallmanya en el Solsonés.

## Leyenda relacionada con uno de sus miembros
De esta noble casa procede la milagrosa leyenda de la liberación del noble catalán Garcerán II de Pinós y el caballero Sancerni, señor de Sull y vasallo de la baronía de los Pinós. También se conoce como la " Leyenda de las cien doncellas " en referencia al rescate exigido por sus captores.
El relato contaba la historia del noble Garcerán II de Pinós, prodigiosamente liberado de la prisión sarracena por intervención de Esteban sin haber tenido que entregar el costoso rescate exigido por el rey de Almería y Granada, que incluía cien doncellas de la baronía de Pinós.

### Entre sus descendientes destacan
1. Garcerán II de Pinós, protagonista del relato que contaba la historia del noble prodigiosamente liberado de la prisión sarracena por intervención de Esteban sin haber tenido que entregar el costoso rescate exigido por el rey de Almería y Granada, que incluía cien doncellas de la baronía de Pinós.
2. Pedro Luis Garcerán de Borja, marqués de Navarrés, virrey y capitán general de los Reinos de Tremecén, Ténez, Orán y Mazarquivir. Biznieto del papa Borja Alejandro VII. Decimocuarto y último gran maestre de la Orden de Montesa (Segorbe, 1528 - Barcelona, 20 de marzo de 1592), noble español. 
Garcerán era hijo del tercer duque de Gandía y su segunda esposa, Francisca Garcerán de Castro-Pinós, hija del vizconde de Evol, de forma que fue hermanastro de san Francisco de Borja. Fue nombrado el 26 de diciembre de 1556 virrey y capitán general de los reinos de Tremecén, Túnez, Orán y Mazalquivir, y en 1557 el rey le hizo marqués de Navarrés.
3. Gaspar Garcerán de Pinós y Castro, conde de Guimerá, vizconde de Evol, de Alquel, Foradat, Illa, Canet y Ausbell, y las baronías de la Roca, Fréscano, Fraella, Vicien, Albero y otras. (n. Barcelona, 15 de noviembre de 1584 - † Zaragoza, 15 de julio de 1638), historiador y anticuario español. Hijo de Felipe Garcerán de Castro, vizconde de Evol, Illa y Canet, y de Ana de Aragón y de Borja, hija de los duques de Villahermosa Martín y Luisa de Borja. Pretendió sucesión en los ducados de Villahermosa y de Luna, baronías de Areños, Pedrola, Torrellas y otras, así como ser cabeza de la antigua y noble casa de Garcerán de Pinós.
Obras:
- Tablas demostrativas de los antiguos y modernos Condes de Ribagorza. MS. que tuvo el cronista José Pellicer y antes Fernando de Aragón, duque de Villahermosa, quien se lo dio a Pellicer
- Sumario Genealógico de la Casa de Pinós, que publicó su secretario Luis de Vera.
- Discursos históricos de la vida, virtudes y acciones de la V. Duquesa D.ª Luisa de Borja.
- Inscripciones de memorias Romanas y Españolas antiguas y modernas recogidas de varios autores, Manuscrito.
- Sucesos de Antonio Pérez en el Reino de Aragón, manuscrito.

4. José Garcerán de Pinós y Perapertusa marqués de Santa María de Barberá (1626-1680). Por parte materna estaba emparentado con los Perapertusa y con la familia noble de Perpiñán, de los Blan. Prestó servicios a la causa catalana a partir del período revolucionario de 1640, acompañó Pau Claris cuando este fue a Sant Feliu de Llobregat. Participó en la batalla de Montjuic (1641). 
Fue muy crítico con los abusos de la administración francesa y por ello fue desterrado a Génova. Volvió en 1644. Con la caída de Barcelona, en 1652, fue el Rosellón. Sin embargo se distanció de los franceses y finalmente se ofreció al rey Felipe IV para expulsarlos. En 1677 fue uno de los embajadores catalanes que fueron a Zaragoza a jurar al rey Carlos II de España.
De la segunda esposa de este, María de Rocabertí, señora de la Torre Salbana, de Sant Boi de Llobregat, baronesa de Rialb, Tagamanent, Vilafortuny, Graell y La Vansa, nació José Garcerán de Pinós y Rocabertí.